# Stajnträsk (Mölnor, Fårö socken, Gotland)
Stajnträsk är en sjö i Gotlands kommun i Gotland och ingår i Gothemån-Snoderåns kustområde.